# پیتر هریسون
پیتر هریسون (به انگلیسی: Peter Harrison) (زاده ۱۷۱۶ - درگذشته ۱۷۷۵)، معمار قرن هجدهم، و از نخستین معماران اهل آمریکا بود.
از آثار مشهور او، «کینگز چپل» در بوستون است.

## منابع

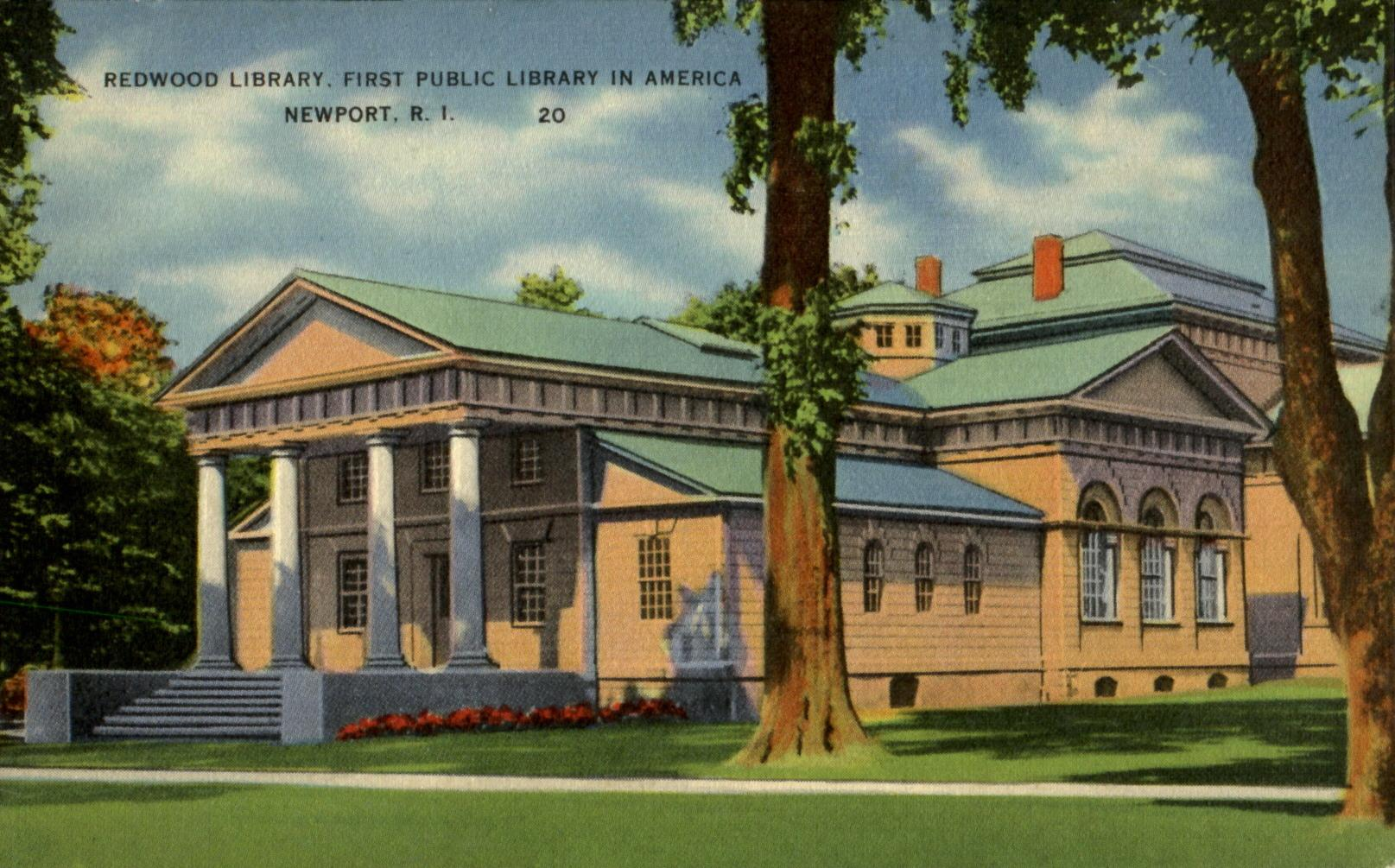
کتابخانه ردوود، نیوپروت - ردآیلند